# 張文英 (臺灣)
張文英（1938年2月3日—），臺灣女性醫師、政治人物，曾任嘉義市市長。

## 政治生涯
張文英於1989年接替其妹張博雅擔任嘉義市市長，並於1993年選舉成功連任；1997年將市長交棒給回鍋參選的張博雅。
張文英和張博雅皆是前台灣省議員、前嘉義市市長許世賢的女兒，人稱「許家班」。
1998年立法委員選舉敗於蔡同榮以及後來擔任嘉義市市長的黃敏惠之後退出政壇。

## 選舉紀錄
| 年度 | 選舉屆數               | 選舉區               | 所屬政黨 | 得票數 | 得票率 | 當選標記 | 備註 |
| ---- | ---------------------- | -------------------- | -------- | ------ | ------ | -------- | ---- |
| 1986 | 第一屆國民大會代表選舉 | 嘉義市選舉區         | 無黨籍   |        |        |          |      |
| 1989 | 第三屆嘉義市市長選舉   | 嘉義市               | 無黨籍   | 57,627 | 51.30% |          |      |
| 1993 | 第四屆嘉義市市長選舉   | 嘉義市               | 無黨籍   | 60,111 | 56.39% |          |      |
| 1998 | 第四屆立法委員選舉     | 嘉義市立法委員選舉區 | 無黨籍   | 16,587 | 15.91% |          |      |